# Monterrey Open 2022
Il Monterrey Open 2022, conosciuto anche come Abierto GNP Seguros 2022 per motivi di sponsorizzazione, è un torneo femminile di tennis giocato sul cemento. È la 14ª edizione del torneo, facente parte della categoria WTA Tour 250 nell'ambito del WTA Tour 2022. Si gioca al Club Sonoma di Monterrey in Messico, dal 26 febbraio al 6 marzo 2022.

## Partecipanti

### Teste di serie
| Nazionalità | Giocatrice          | Ranking* | Testa di serie |
| ----------- | ------------------- | -------- | -------------- |
| Ucraina     | Elina Svitolina     | 15       | 1              |
| Canada      | Leylah Fernandez    | 19       | 2              |
| Stati Uniti | Madison Keys        | 29       | 3              |
| Spagna      | Sara Sorribes Tormo | 32       | 4              |
| Colombia    | Camila Osorio       | 45       | 5              |
| Spagna      | Nuria Párrizas Díaz | 47       | 6              |
| Stati Uniti | Sloane Stephens     | 57       | 7              |
| Stati Uniti | Ann Li              | 58       | 8              |

* Ranking al 21 febbraio 2022.

### Altre partecipanti
Le seguenti giocatrici hanno ricevuto una wild card per il tabellone principale:
- Emma Navarro
- Marcela Zacarías
- Renata Zarazúa

La seguente giocatrice è entrata in tabellone con lo special exempt:
- Wang Qiang

Le seguenti giocatrici sono entrati nel tabellone principale passando dalle qualificazioni:

- Sara Errani
- Dalma Gálfi
- Jule Niemeier
- Diane Parry
- Harmony Tan
- Viktoriya Tomova

Le seguenti giocatrici sono state ripescate come lucky loser:
- Lucia Bronzetti
- Seone Mendez

### Ritiri
Prima del torneo
- Anhelina Kalinina → sostituita da  Wang Xinyu
- Anna Kalinskaja → sostituita da  Lucia Bronzetti
- Magda Linette → sostituita da  Magdalena Fręch
- Anastasija Pavljučenkova → sostituita da  Panna Udvardy
- Rebecca Peterson → sostituita da  Heather Watson
- Julija Putinceva → sostituita da  Marie Bouzková
- Emma Raducanu → sostituita da  Lauren Davis
- Sloane Stephens → sostituita da  Seone Mendez
- Ajla Tomljanović → sostituita da  Anna Karolína Schmiedlová

## Partecipanti al doppio

### Teste di Serie
| Nazionalità | Giocatrice          | Nazionalità | Giocatrice        | Ranking1 | Testa di serie |
| ----------- | ------------------- | ----------- | ----------------- | -------- | -------------- |
| Francia     | Elixane Lechemia    | Stati Uniti | Ingrid Neel       | 146      | 1              |
| Russia      | Anastasija Potapova | Russia      | Kamilla Rachimova | 161      | 2              |
| Giappone    | Nao Hibino          | Giappone    | Miyu Katō         | 172      | 3              |
| Stati Uniti | Kaitlyn Christian   | Bielorussia | Lidzija Marozava  | 183      | 4              |

* Ranking al 21 febbraio 2022.

### Altre partecipanti
Le seguenti giocatrici hanno ricevuto una wild card per il tabellone principale:
- Fernanda Contreras /  Marcela Zacarías
- Bianca Fernandez /  Leylah Fernandez

### Ritiri
Prima del torneo
- Rebecca Peterson /  Anastasija Potapova → sostituite da  Anastasija Potapova /  Kamilla Rachimova
- Dar'ja Saville /  Storm Sanders → sostituite da  Emina Bektas /  Tara Moore
- Xu Yifan /  Yang Zhaoxuan → sostituite da  Mayar Sherif /  Heather Watson

## Punti
| Evento    | V   | F   | SF  | QF | 2T | 1T   | Q    | Q2   | Q1   |
| Singolare | 280 | 180 | 110 | 60 | 30 | 1    | 18   | 12   | 1    |
| Doppio    | 280 | 180 | 110 | 60 | 1  | N.D. | N.D. | N.D. | N.D. |

## Montepremi
| Evento    | V       | F       | SF      | QF     | 2T     | 1T     | Q    | Q2     | Q1     |
| Singolare | $43,000 | $21,400 | $11,600 | $6,275 | $3,600 | $2,300 | N.D. | $1,685 | $1,100 |
| Doppio*   | $13,580 | $7,200  | $4,000  | $2,300 | N.D.   | $1,520 | N.D. | N.D.   | N.D.   |

*per team

## Campionesse

### Singolare
Leylah Fernandez ha sconfitto in finale  Camila Osorio con il punteggio di 6(5)-7, 6-4, 7-6(3).
- È il primo titolo stagionale per la Fernandez, il secondo della carriera e di fila del torneo.

### Doppio
Catherine Harrison /  Sabrina Santamaria hanno sconfitto in finale  Han Xinyun /  Jana Sizikova con il punteggio di 1-6, 7-5, [10-6].